# Поликсена
Поликсена в древногръцката митология е красива троянска принцеса. Тя е най-младата дъщеря на цар Приам и царица Хекуба, нейни братя са Хектор, Александър (Парис) и Полидор. Възприема се като троянската версия на Ифигения, дъщерята на Агамемнон и Клитемнестра.
В действителност Поликсена не присъства в оригинала на Омировата Илиада. Тя е добавена от по-късни поети, които, може би, желаели да внесат повече романтика в историята. Версиите за нейната история се различават помежду си.

## Митът за Поликсена
Пророчествата за Троя гласели, че градът нямало да падне, ако Троил (брат на Поликсена) достигнел двадесетата си година. За да не допуснат това предсказание да се сбъдне, гърците нападнали от засада Троил и неговата сестра и Троил бил убит от Ахил, а Поликсена – отвлечена. Тя обаче бързо се сближила с Ахил и спечелила доверието му. Aхил все още скърбял за смъртта на Патрокъл и намерил утеха в думите на Поликсена. Той дори ѝ разкрил единствената си слабост – петата. Поликсена го накарала да се срещнат в храма на Аполон, където извършвала посвещения на бога. Той ѝ се доверил и отишъл там, но  Парис и Деифоб го нападнали от засада и го застреляли с отровна стрела, насочвана от Аполон, в петата, убивайки го. Според някои истории Поликсена се самоубила след това, чувствайки се виновна за смъртта на Ахил. 
Според Филострат Поликсена се самоубила. Той разказва, че приживе Ахил и Поликсена се обичали и Ахил искал да договори брака си с нея. Двамата се срещнали за първи път, когато Приам отишъл при Ахил (в 24-та песен на "Илиада" Приам отива в гръцкия лагер, за да убеди Ахил да му даде тялото на Хектор, тъй като според обичая то трябва да бъде погребано, иначе духът му няма да намери покой; Ахил се съгласява троянският цар да отнесе тялото на сина си и му обещава примирие за времето на погребалните ритуали, които траят девет дена, а самото погребение е на десетия ден), когато Поликсена водела баща си го шатрата му, защото тя била най-малкото дете на Приам, а според обичая малките деца винаги помагали на бащите си и ги водели за ръка. Ахил се влюбил в Поликсена, но не я отвлякъл, а въздържал страстта си и обещал на Приам да се ожени за нея. Това обаче не се случило, защото Ахил бил убит от Парис. След смъртта му Поликсена отишла на гроба му, където той бил погребан преди три дена, и като молела Ахил да ѝ остане верен и да я вземе за жена, се хвърлила върху меч и отнела живота си. 

## Жертвоприношението на Поликсена
Според Еврипид (тази история е описана в „Хекуба“ и е спомената в „Троянки“), а по-късно и според Овидий и Сенека, Поликсена била принесена в жертва, а не се е самоубила. Отделни детайли обаче се различават в различните версии.
Ахил получил съгласието на Приам да вземе Поликсена за своя жена. Приам се съгласил, защото това би довело до края на Троянската война и до съюзяване с един от най-великите и смели войни. Парис обаче не искал това да се случи, защото в такъв случай ще трябва да остави Елена и да я върне на гърците. Той се скрил в един храст и улучил Ахил със стрела, насочвана от Аполон, убивайки го.
След края на войната гръцките кораби не можели да отплават обратно към дома, тъй като имало силни ветрове, които ги възпирали. Тогава духът на Ахил, разгневен, се явил на оцелелите от войната и ги обвинил, че са неблагодарни и че бързо го забравили. Поискал Поликсена да бъде принесена в жертва, за да успокои ветровете. Хекуба, майката на Поликсена, изпаднала в ужас и отчаяние, че и последната ѝ дъщеря ще бъде убита (до този момент почти всички други нейни деца били убити, включително и Полидор, макар и тя все още да не го знае). Поликсена обаче приела съдбата си и доброволно отишла на гроба на Ахил, тъй като предпочитала да умре като жертва на Ахил, вместо да живее като робиня. Тя не разрешила да я докоснат и сама отишла до гроба. Дори и в смъртта си, Поликсена показала гордост, смелост и чест. Неоптолем, синът на Ахил, забил меча си в гърлото ѝ и по този начин изпълнил волята на сянката на баща си.
Но искаш ли да разбереш какво е мъка на земята,
нещастната Хекуба виж – лежи пред тази шатра тя
и лее горестни сълзи, че зло едно ли я слетя!
На гроба на Ахил момичето й Поликсена –
печална участ! – от смърт жестока беше покосена.

Приам и нейните деца – загинали са всички вече.

## В литературата
Историята на Поликсена се среща в трагедиите "Хекуба" на Еврипид и "Троянки" на Сенека, в "Метаморфози" на Овидий, както и в трагедията "Поликсена" на Софокъл, от която са запазени само фрагменти.

## Сравнение между жертвоприношенията на Ифигения и Поликсена
Двете истории са огледални една на друга и отговарят на кръговата композиция на "Илиада". Ифигения се явява първата жертва на Троянската война, с която се дава и нейното началото, а Поликсена – последната, с която войната приключва. И в двата случая гръцките кораби са възпирани от силни ветрове и не могат да отплават, като в единия те искат да отплават далеч от дома и да отидат на война, а в другия – да се завърнат у дома.
Двете принцеси доброволно отиват на олтара, където ще бъдат пожертвани: Ифигения решава да се жертва в името на своя народ, а Поликсена отказва да живее като робиня и приема смъртта като единствен достоен за царското ѝ потекло изход. И двете жени са невинни и нямат силата да се противопоставят на свръхестествената сила, която изисква смъртта им.